# Orla Wolf

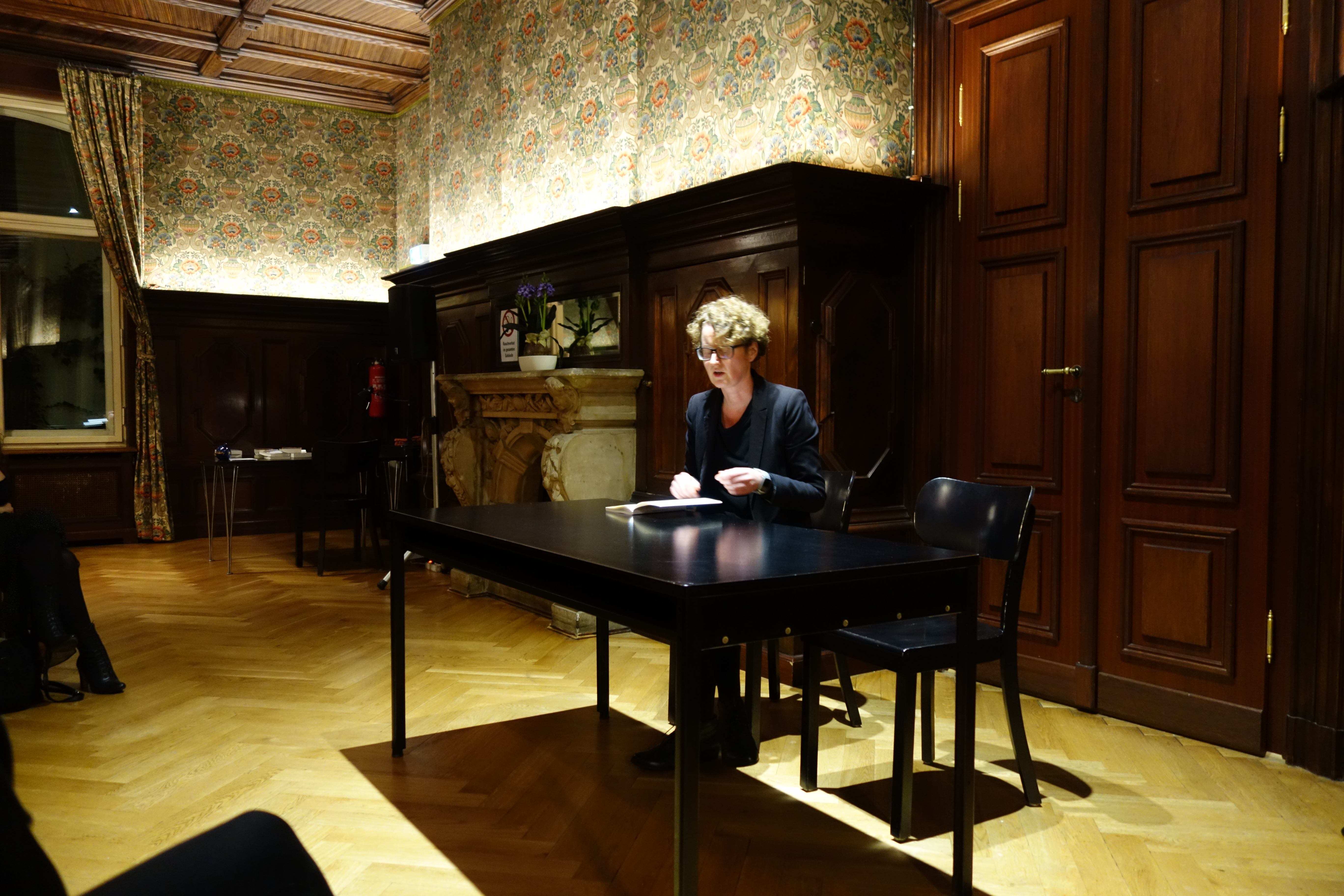
Lesung mit Orla Wolf im Literaturhaus Berlin am 5. Dezember 2017

Orla Wolf (* 17. Februar 1971 in Ratingen) ist eine deutsche Schriftstellerin, Bloggerin, Filmemacherin und Künstlerin.

## Leben
Nach dem Abitur am Gymnasium Marienberg in Neuss studierte Orla Wolf Neuere deutsche Philologie, germanistische Sprachwissenschaft, Philosophie, Theaterwissenschaften und Medienkommunikation an den Universitäten Trier, Düsseldorf und Bochum. Das Studium schloss sie mit einer Magisterarbeit über Androgynie und Sprachutopie im Werk Ingeborg Bachmanns ab. In den Folgejahren war sie unter anderem als Lehrbeauftragte, Texterin, PR-Referentin und Dozentin tätig.
Orla Wolf schreibt Lyrik, Prosa, digitale Literatur, Theaterstücke und Drehbücher. Neben elf Einzelveröffentlichungen (Stand: Februar 2023) wurden ihre Werke in verschiedenen deutschen und österreichischen Literaturzeitschriften (u. a. TORSO, etcetera, miromente, Der Dreischneuß, Keine Delikatessen, Hammer + Veilchen, 500 Gramm, FLUCH´T`RAUM) und Anthologien veröffentlicht.
Seit 2014 schreibt sie den Literaturblog zuckerauge. Der Blog umfasst (Stand: Dezember 2024) mehr als 2000 Einzelbeiträge der Autorin. 2022 gründete sie mit Weiteren das Autorinnenkollektiv Nikki Ohio, mit dem Ziel, ein kollaboratives Romanprojekt jenseits tradierter Vorstellungen von Autorenschaft zu realisieren. 2023 entwickelte sie das studio ka/i berlin, eine internetbasierte Plattform für digitale Literatur, wo sie eigene literarische Textexperimente mit künstlicher Intelligenz umsetzt.
Darüber hinaus hat Orla Wolf als Autorin, Produzentin und Regisseurin drei experimentelle Kurzfilme realisiert (Todesarten, Transit, Last Statement) und das Drehbuch zur ersten Episode der TV Mini-Serie We are all Human geschrieben. Die Filme wurden unter anderem im Rahmen der Ausstellung Strictly Berlin – Art and Media from Berlin in der Galerie der Künste (Berlin), im Independent-Filmportal Cinema Zero (NYC), in den Anthology Film Archives New York und auf Amazon Prime UK & US gezeigt.
Im Februar 2023 wurde der Stop-Motion Kurzfilm My Deer von Orla Wolf (Drehbuch) und Juliane Block (Regie) fertiggestellt. My Deer erhielt eine Filmförderung (Produktion) der nordmedia - Film- und Mediengesellschaft Niedersachsen/Bremen. Der Film wurde beim Berlin Independent Film Festival 2024 mit dem Preis für den Best Animated Short ausgezeichnet. Im Juni 2024 lief My Deer beim Dallas Independent Film Festival (DIFF) und wurde für den Best Short Film nominiert. Außerdem wurde der Film bei der Bordeaux Shorts Biennale 2024 mit einer Honorable Mention ausgezeichnet. Darüber hinaus erhielt My Deer beim 1 World Film Festival 2024 in Phnom Penh die Auszeichnung Special Mention. Im November 2024 wurde der Film beim 38. Braunschweig International Film Festival gezeigt. Im April 2025 wurde My Deer beim Klappe-auf-Kurzfilmfestival Hamburg im Wettbewerbsprogramm gezeigt. Ein weiteres Screening erfolgte im Mai 2025 beim The Cultural Animation Film Festival (CAFF) in Honolulu. Im Juni und Juli 2025 wurde der Film im Rahmen der Ausstellung FRESH LEGS - International Contemporary Art Exhibition in der INSELGALERIE Berlin präsentiert. 
Ferner sind zahlreiche künstlerische Werke in den Bereichen Fotografie, KI-Kunst, Zeichnung, Objektkunst und Textinstallation entstanden, die im Rahmen von Ausstellungen in Galerien gezeigt wurden.
Orla Wolf ist Mitglied im Verband deutscher Schriftstellerinnen und Schriftsteller (VS). 2024 wurde sie in die GEDOK (Berlin), das europaweit größte Netzwerk für Künstlerinnen, aufgenommen.

## Werke

### Einzeltitel
- Ozeanische Fabriken (Lyrik & Fotografien). edition fza, Wien 2024, ISBN 978-3-903104-23-5
- Augenwälder (Lyrik & Fotografien). edition fza, Wien 2021, ISBN 978-3-903104-17-4
- Wanderung im Holozän (Lyrik & Fotografien). edition fza, Wien 2019, ISBN 978-3-903104-11-2
- Temporäre Zone (Lyrik & Fotografien). Edition FZA, Wien 2017, ISBN 978-3-903104-07-5.
- Unter Insekten (Kurzprosa).[13] Edition Hammer + Veilchen, Hamburg & Niederstetten 2016, ISBN 978-3-921249-63-5.
- Schwebende Architekturen (Lyrik & Fotografien). Edition FZA, Wien 2015, ISBN 978-3-903104-00-6.
- Protokoll eines Nachtfalters (Lyrik). Fixpoetry & Verlag im Proberaum 3, Klingenberg 2010, ISBN 978-3-941296-24-4.

### Beiträge in Anthologien
- Regen in Zeiten der Klimakrise - Oder: Kann ChatGPT Literatur?, Hirnkost Verlag, Berlin 2024, ISBN 978-3-9885706-3-5
- Hammer + Veilchen – Jahrbuch für neue Kurzprosa 2020, Edition Hammer + Veilchen, Hamburg & Niederstetten 2020, ISBN 978-3-948371-80-7.
- Hammer + Veilchen – Das Jahrbuch 2019, Edition Hammer + Veilchen, Hamburg & Niederstetten 2019, ISBN 978-3-948371-59-3.
- Hammer + Veilchen – Das Jahrbuch 2018, Edition Hammer + Veilchen, Hamburg & Niederstetten 2019, ISBN 978-3-921249-24-6.
- Hammer + Veilchen – Das Jahrbuch 2017, Edition Hammer + Veilchen, Hamburg & Niederstetten 2018, ISBN 978-3-921249-46-8.
- Freie Räume. Edition FZA, Wien 2017, ISBN 978-3-903104-06-8.
- Hammer + Veilchen – Das Jahrbuch 2016, Edition Hammer + Veilchen, Hamburg & Niederstetten 2017, ISBN 978-3-921249-45-1.
- Hammer + Veilchen – Das Jahrbuch 2015, Edition Hammer + Veilchen, Hamburg & Niederstetten 2016, ISBN 978-3-921249-44-4.
- Kühner Kosmos. Kurzprosa. Landbeck Verlag, Berlin 2011, ISBN 978-3-942874-00-7.
- Pflücke die Sterne, Sultanim. Ein Lesebuch für Toleranz gegen Rassismus, Verlag Heike Wenig, Dorsten 1996, ISBN 3-9803228-8-2.
- C:\Literatur. Literatur und Computer, Bundesverband junger Autorinnen und Autoren (BVjA), Bonn 1995, ISBN 3-925638-11-3.

### Theater
- entkernt. UA: Theater unterm Dach, Berlin 2008, Regie: Ingrun Aran

### Filmografie
- 2023: My Deer (Kurzfilm)
- 2020: We are all Human (TV Mini-Serie)
- 2013: Last Statement (Kurzfilm)
- 2008: Transit (Kurzfilm)
- 2007: Todesarten (Kurzfilm)

### Ausstellungen
- 2025: FRESH LEGS - International Contemporary Art Exhibition. INSELGALERIE, Berlin[14]
- 2025: Traum - Wirklichkeit - Künstliche Welten. Galerie GEDOK, Berlin[15]
- 2024: Glückstrichter. GEDOK Künstlerinnenforum, Karlsruhe[16]
- 2024: CHARLOTTENWALK. Galerierundgang, Berlin[17]
- 2024: Frauen und Bäume. Galerie GEDOK, Berlin[18]
- 2024: Lebenselixier. Galerie GEDOK, Berlin[19]
- 2024: NEUAUFNAHMEN. Galerie GEDOK, Berlin[20]
- 2015: ortstermin 15. Kunstverein Tiergarten, Berlin
- 2009: strictly berlin 09 - Strategies of Survival - Art and Media from Berlin. Galerie ConcentArt, Berlin
- 2008: strictly berlin 08 - Between Fiction and Fact - Art and Media from Berlin. Galerie der Künste (GdK), Berlin

## Auszeichnungen
- 2025: The Cultural Animation Film Festival in Honolulu - Official Selection für My Deer[21]
- 2025: Klappe-auf-Kurzfilmfestival Hamburg - Official Selection für My Deer[22]
- 2024: 38. Braunschweig International Film Festival - Official Selection für My Deer[23]
- 2024: 1 World Film Festival in Phnom Penh - Special Mention für My Deer[24]
- 2024: Bordeaux Shorts Biennale - Honorable Mention für My Deer[25]
- 2024: Dallas Independent Film Festival - Official Selection und Nominierung in der Kategorie Best Short Film für My Deer[26]
- 2024: Berlin Independent Film Festival - Filmpreis in der Kategorie Best Animated Short für My Deer[27]
- 2013: New Filmmakers New York - Official Selection für Last Statement[28]
- 2010: Writer-in-Residence, Ventspilshouse, International Writers’ and Translators’ House, Lettland